# Череповское (Запорожский район)
Череповское (укр. Черепівське) — село,
Наталовский сельский совет,
Запорожский район,
Запорожская область,
Украина.
Код КОАТУУ — 2322186805. Население по переписи 2001 года составляло 31 человек.

## Географическое положение
Село Череповское находится на левом берегу реки Мокрая Московка,
выше по течению на расстоянии в 1 км расположено село Бекаровка (Вольнянский район),
ниже по течению на расстоянии в 3 км расположено село Наталовка,
на противоположном берегу — село Каменное (Вольнянский район).

## История
- 1878 год — дата основания.